# Wasserintegrator
Der Wasserintegrator (russisch Гидравлический интегратор) war ein früher Analogrechner. Er wurde 1936 in der Sowjetunion von Wladimir Lukjanow gebaut. 
Mittels eines komplexen Netzwerkes aus Rohrleitungen und Wasserbehältern konnten Berechnungen durchgeführt werden. Der Wasserstand in den Behältern entsprach verschiedenen Zahlenwerten. Der Rechner konnte nicht-homogene Differentialgleichungen lösen.
Die ersten Exemplare von Lukjanows Integratoren waren eher experimentell und bestanden aus Zinn- und Glasröhren. Jeder Integrator konnte nur zur Lösung eines Problems verwendet werden.
In den 1930er Jahren war er der einzige Rechner in der Sowjetunion, um Differentialgleichungen in partiellen Ableitungen zu lösen. 
1941 schuf Lukjanow einen hydraulischen Integrator mit modularem Aufbau, der die Montage einer Maschine zur Lösung verschiedener Probleme ermöglichte. Entworfen wurden zweidimensionale und dreidimensionale hydraulische Integratoren.
Der Wasserintegrator wurde in den 1940er Jahren zur Berechnung des Karakumkanals und in den 1970er Jahren zum Bau der Baikal-Amur-Magistrale verwendet. Ein funktionsfähiges Modell dieses Computers ist im Science Museum in London zu sehen.
1949–1955 wurde am wissenschaftlichen Forschungsinstitut für Rechenmaschinenbau (NIIschetmash) ein Integrator in Form einheitlicher Module entwickelt. 
Im Jahr 1955 begann die Fabrik für Rechen- und Analysegeräte in Rjasan mit der Serienproduktion von Integratoren mit dem Fabriknamen „IGL“ (Integrator des Lukjanow-Hydrauliksystems). Integratoren wurden weit verbreitet und in die Tschechoslowakei, nach Polen, Bulgarien und China geliefert. 
Wasserrechner wurden bis in die 1980er Jahre in der Sowjetunion genutzt. Sie wurden in der Geologie, im Bergbau, in der Metallurgie, in der Raketenproduktion und in anderen Bereichen eingesetzt.